# Світлогірське (Полтавський район)
Світлогі́рське — село в Україні, у Кобеляцькій міській громаді Полтавського району Полтавської області. Населення становить 2980 осіб. До 2020 орган місцевого самоврядування — Світлогірська сільська рада.

## Географія
Село Світлогірське знаходиться на правому березі дельти річки Ворскла, вище за течією примикає село Кишеньки.
Село розташоване на межі лісостепової і степової зони. Є кілька островів, що розташовані поблизу села Світлогірське. Найвідомішим є острів Вишняки, який має важливе значення з точки зору туризму.
На навколишній території мешкає розмаїття птахів та звірів. У водосховищі водиться багато риби.

## Назва
Назва походить від вислову Світла Гора, тому що село розташоване на високій горі біля водосховища.

## Історія
Село Світлогірське — нове село, створене в 1961 році у зв'язку з будівництвом (Середньодніпровської) ГЕС і утворенням водосховища. Постановою Полтавського облвиконкому від 6 грудня 1963 року новоутвореному населеному пункту, який будувався на території Кишенківської сільської ради, дали назву Світлогірське і перенесли центр Кишеньківської сільської ради в Світлогірське. В новоутворене село було переселено мешканців кількох сіл та хуторів, зокрема мешканців села Переволочна, яке існувало з часів Великого Князівства Литовського і мало стратегічне значення.
16 листопада 2014 року у селі невідомі завалили пам'ятник Леніну в зв'язку з декомунізацією, а пізніше було прибрано й сам постамент та перейміновано всі вулиці які мали комуністичну пропаганду.
12 червня 2020 року, відповідно до розпорядження Кабінету Міністрів України № 721-р «Про визначення адміністративних центрів та затвердження територій територіальних громад Полтавської області», село увійшло до складу Кобеляцької міської громади.
19 липня 2020 року, в результаті адміністративно - територіальної реформи та ліквідації Кобеляцького району, село увійшло до складу новоутвореного Полтавського району Полтавської області.

## Пам'ятки

### Пам'ятники
В селі Світлогірське встановлено пам'ятний знак козакам, що загинули під час Північної війни 1700—1721 років. Неодноразово проводились заходи зі вшанування загиблих козаків. Пам'ятник Котовському, який був знятий ще в 90-тих роках і до сьогодні на місці стоїть тільки постамент.
Популярним є щорічний мото-рок фестиваль, який проводиться з 2007 року.

### Пам'ятки природи
- Регіональний ландшафтний парк «Нижньоворсклянський».

## Економіка
На території Світлогірської с/р працюють такі підприємства:
- ТГК (Тахтаївський гранітний кар'єр(тимчасово непрацює з 2014)
- «Нафком-агро»
- «Цегельний завод (не працює з 90-тих років)»
- «Хлібопекарня (не працює з 2013)»
- «Філія Кобеляцького РайАвтодору»

## Населення
Населення за переписом 2014 року становить 3000 чол.

## Відомі люди
- Валерій Кришень — перший український мотомандрівник-одинак що здійснив навколосвітню мандрівку.

## Пам'ятки

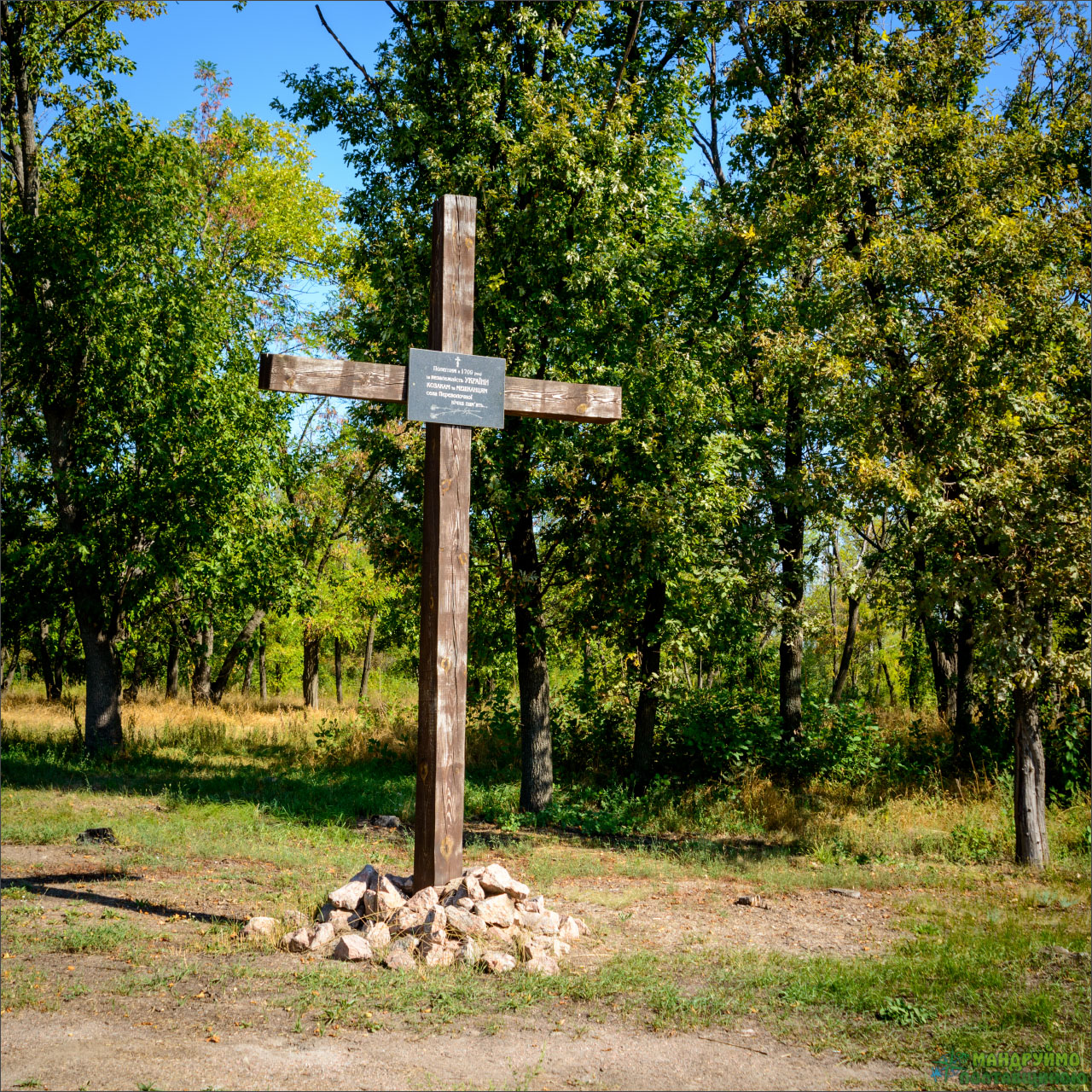
Полеглим в 1709 році за незалежність України козакам та мешканцям села Переволочної вічна пам’ять...
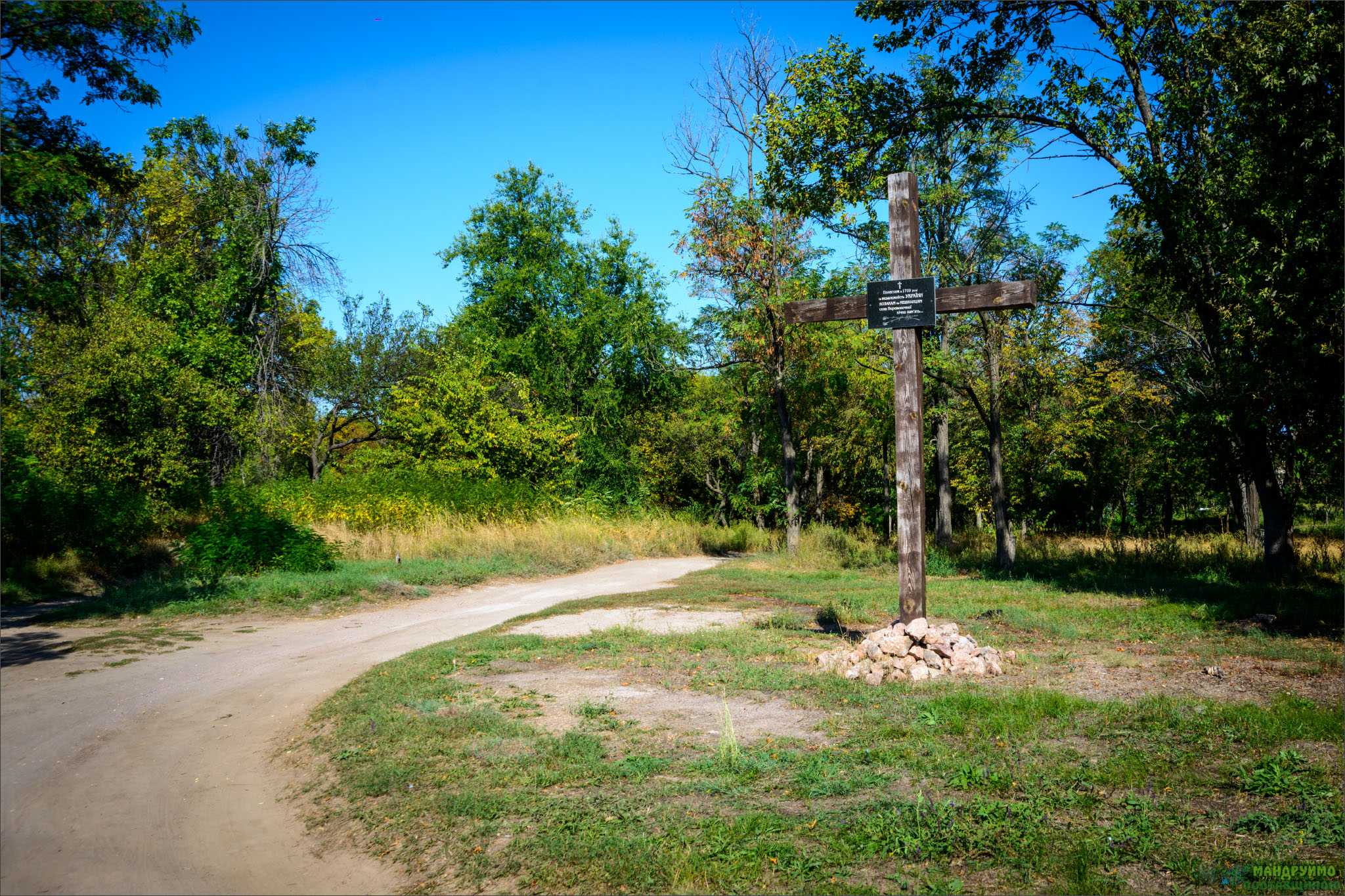
Полеглим в 1709 році за незалежність України козакам та мешканцям села Переволочної вічна пам’ять...
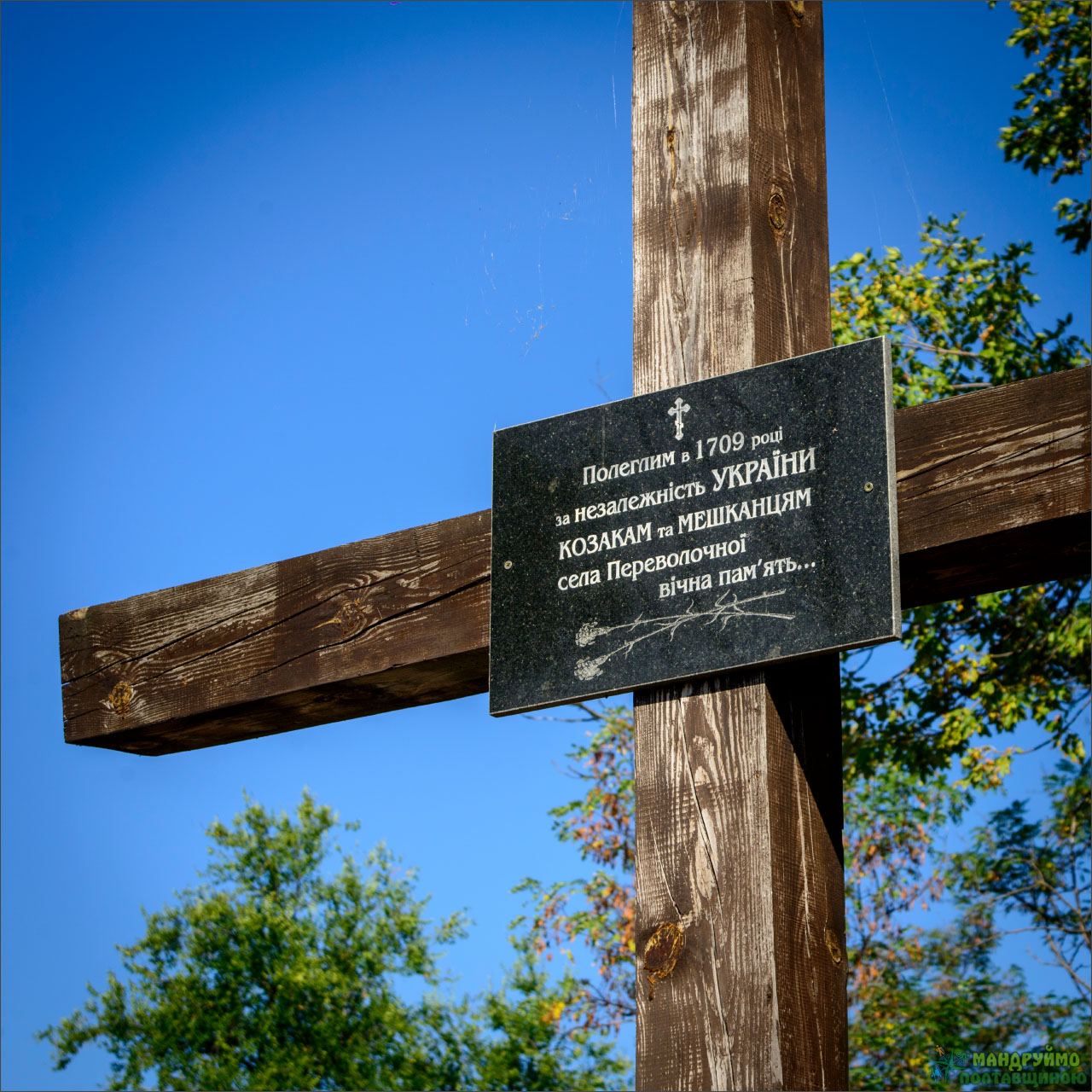
Полеглим в 1709 році за незалежність України козакам та мешканцям села Переволочної вічна пам’ять...
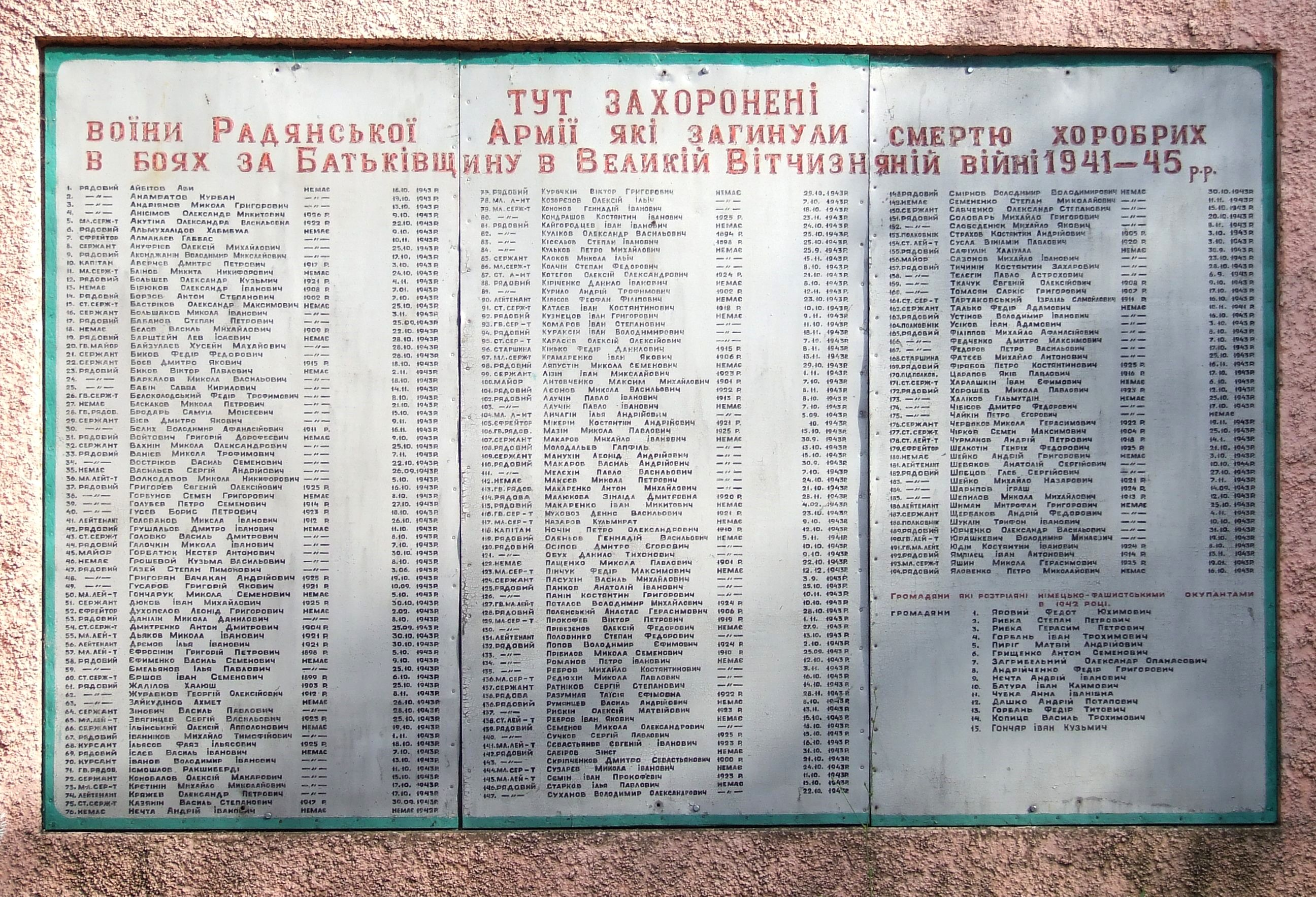
Братська могила радянських воїнів

Нові назви вулиць села Світлогірське з 2016 року.
Декомунізація у Світлогірську
Вулиці, які перейменували:
- Вулицю Дзержинського перейменувати на вулицю Полтавську.
- Вулицю Енгельса перейменувати на вулицю Шкільна.
- Вулицю Жовтнева перейменувати на вулицю Осіння.
- Вулицю Калініна перейменувати на вулицю Калинова.
- Провулок Кірова перейменувати на провулок Тихий.
- Вулицю Комсомольська перейменувати на вулицю Молодіжна.
- Вулицю Котовського перейменувати на вулицю Козацьку.
- Провулок Крупської перейменувати на провулок Затишний.
- Вулицю Леніна перейменувати на вулицю Ярослава Мудрого.
- Вулицю Карла Маркса перейменувати на вулицю Ярмаркова.
- Вулицю Павлика Морозова перейменувати на вулицю Грушева.
- Вулицю Островського перейменувати на вулицю Вишнева.
- Вулицю Паризької Комуни перейменувати на вулицю Яблунева.
- Провулок Піонерський перейменувати на провулок Світлий.
- Вулицю Пролетарська перейменувати на вулицю Дружби.
- Вулицю Радянська перейменувати на вулицю Українська.